# Petra Oelker
Petra Oelker (* 1947 in Cloppenburg) ist eine deutsche Journalistin und Schriftstellerin.

## Leben und Wirken
Petra Oelker hat Sozialpädagogik sowie einige Semester Theologie studiert. Danach arbeitete sie als medizinisch-technische Assistentin und schlug dann ihre journalistische Karriere ein: Zunächst arbeitete sie bei der Hamburger Rundschau, war dann Chefin vom Dienst bei der tageszeitung (taz) und schließlich Redakteurin für die Frauenzeitschrift Brigitte. Als Journalistin schrieb sie bereits Jugend- und Sachbücher. Heute arbeitet sie überwiegend als Buchautorin. Oelker lebt seit vielen Jahren in Hamburg-Winterhude, zuletzt im Damenstift St. Johannis.

## Rezeption
Ihr literarischer Erstling Tod am Zollhaus war ein so großer Erfolg, dass darauf bis 2010 neun weitere historische Hamburg-Romane folgten, in deren Mittelpunkt Hamburg und die Komödiantin Rosina, der Großkaufmann Claes Herrmanns und Weddemeister Wagner stehen.

## Werke (Auswahl)

### Romane
- Die Brücke zwischen den Welten. Wunderlich, Reinbek 2018, ISBN 978-3-8052-0027-1.
- Das Haus am Gänsemarkt. Wunderlich, Hamburg 2024, ISBN 978-3-8052-0095-0.

Rosina und Claes Zyklus
- Tod am Zollhaus. Ein historischer Kriminalroman. Rowohlt, Reinbek 1997, ISBN 3-499-33142-X.
- Der Sommer des Kometen. Ein historischer Kriminalroman. Rowohlt, Reinbek 1998, ISBN 3-499-22256-6.
- Lorettas letzter Vorhang. Ein historischer Kriminalroman. Rowohlt, Reinbek 1998, ISBN 3-499-22444-5.
- Die zerbrochene Uhr. Ein historischer Kriminalroman. Rowohlt, Reinbek 1999, ISBN 3-499-22667-7.
- Die ungehorsame Tochter. Ein historischer Kriminalroman. Rowohlt, Reinbek 2000, ISBN 3-499-22668-5.
- Die englische Episode. Ein historischer Kriminalroman. Rowohlt, Reinbek 2003, ISBN 3-499-23289-8.
- Der Tote im Eiskeller. Ein historischer Kriminalroman. Rowohlt, Reinbek 2005, ISBN 3-499-23869-1.
- Mit dem Teufel im Bunde. Ein historischer Kriminalroman. Rowohlt, Reinbek 2006, ISBN 3-499-24200-1.
- Die Schwestern vom Roten Haus. Ein historischer Kriminalroman. Rowohlt, Rowohlt 2009, ISBN 978-3-499-24611-1.
- Nacht des Schierlings. Ein historischer Kriminalroman. Rowohlt, Reinbek 2010, ISBN 978-3-499-25439-0.
- Im schwarzen Wasser. Ein historischer Kriminalroman. Rowohlt, Hamburg 2020, ISBN 978-3-499-00330-1.

Felicitas Stern Reihe
1. Der Klosterwald. Edition Wunderlich, Reinbek 2001, ISBN 3-8052-0690-9.
2. Die kleine Madonna. Edition Wunderlich, Reinbek 2004, ISBN 3-8052-0768-9.

Leo Peheim Reihe
1. Das Bild der alten Dame. Roman. Rowohlt, Reinbek 2003, ISBN 3-499-26454-4 (früherer Titel: Neugier, 1999).
2. Tod auf dem Jakobsweg. Kriminalroman. Rowohlt, Reinbek 2007, ISBN 978-3-499-24685-2.

### Kurzgeschichten
- Geburtstagskarten
- Der Turm von Vernazzano. In: Uta-Maria Heim (Hrsg.): Der Schuß im Kopf des Architekten. Kriminalgeschichten. AV-Edition, Ludwigsburg 2000, ISBN 3-929638-38-X.
- In: Peter Geerdes (Hrsg.): Mordlichter. Leda-Verlag, Leer 2005, ISBN 3-934927-12-2.

### Sachbücher
- Die Neuberin. Die Lebensgeschichte der ersten großen deutschen Schauspielerin. Rowohlt, Reinbek 2004, ISBN 3-499-23740-7 (früherer Titel: Nichts als eine Komödiantin, 1993).
- Hundert Fragen zum guten Schlaf. Goldmann, München 1995, ISBN 3-442-13818-3 (früherer Titel: 100 Fragen zum Schlaf).
- Eigentlich sind wir uns ganz ähnlich. Wie Mütter und Töchter heute miteinander auskommen. Rowohlt, Reinbek 1998, ISBN 3-499-60544-9.
- „Ich küsse Sie tausendmal“. Das Leben der Eva Lessing. Claassen, Berlin 2006, ISBN 3-546-00378-0.

### Jugendkrimis
- Nebelmond oder Schimanskis Jacke. Ein Krimi vom Hamburger Abendblatt (Schwarze Hefte; Bd. 17). Verlag des Abendblatts, Hamburg 1999, ISBN 3-921305-74-8.
- Nebelmond. Vollst. überarb. und erw. Neuausg. Rowohlt, Reinbek 2006, ISBN 3-499-21346-X EA Hamburg (2001).
- Nebelmond und die seltsame Mitgift. Ein unheimliche Geschichte. Rowohlt, Reinbek bei Hamburg 2002, ISBN 3-499-33181-0.